# Гаджиев, Загид Гаджиевич
Загид (Заид) Гаджиевич Гаджиев (авар. Заид ХӀажиев, 20 февраля, 1898 — 1971) — аварский поэт, переводчик и драматург, редактор. Народный писатель Дагестанской АССР (1958).

## Биография
Загид Гаджиевич Гаджиев родился 20 февраля 1898 года в ауле Хунзах (ныне Хунзахский район Дагестана) в бедной крестьянской семье. В юности работал подмастерьем кузнеца в Бухаре. В 1917 году вернулся в Дагестан. Окончил учительские курсы, работал учителем. В 1929—1932 годах был редактором газеты «Горец». В 1934—1936 годах учился в Московском институте журналистики.
С 1939 года — член Союза писателей СССР.

## Творчество
Литературная деятельность Гаджиева началась в 1920-е годы, когда он написал несколько лирических песен и сатирических произведений. В 1931 году вышел его первый сборник стихов — «Горские песни». Вскоре им были написаны пьесы «Конец света» и «Хаскиль и Шамиль», в которых он выступал против пережитков прошлого. Во время Великой Отечественной войны Гаджиев писал патриотические стихи о героизме солдат на фронте и труде в тылу («Героические песни» — «Кьалул кучӀдул»). После войны им были созданы произведения о творческом труде дагестанцев — «Горный орёл» («МугӀрул цӀум»), «Звёзды над горами» («МагӀарда цӀваби»). Гаджиев перевёл на аварский язык ряд произведений А. С. Пушкина, М. Ю. Лермонтова, Л. Н. Толстого, а также поэтов Востока.

## Награды
- Два ордена Трудового Красного Знамени (04.05.1960)
- Орден Красной Звезды (1967)
- Орден «Знак Почёта»
- Народный писатель Дагестанской АССР (1958)